# Watari Kakei
| Odkryte planetoidy: 3 | Odkryte planetoidy: 3 |
| --------------------- | --------------------- |
| (4094) Aoshima        | 26 sierpnia 1987      |
| (5513) Yukio          | 27 listopada 1988     |
| (7574) 1989 WO1       | 20 listopada 1989     |
| 1. 2.                 |                       |

Watari Kakei (jap. 掛井亘 Kakei Watari) – japoński astronom.
Wspólnie z Minoru Kizawą i Takeshim Uratą odkrył 3 asteroidy.